# Johann Jakob Pfenninger
Johann Jakob Pfenninger (1841 - 1891), was een Zwitsers politicus.
Johann Jakob Pfenninger was lid van de Radicale Partij (voorloper van de huidige Vrijzinnig Democratische Partij. Hij was lid van de Regeringsraad van het kanton Zürich. 
Johann Jakob Pfenninger was in 1873 en in 1877 voorzitter van de Regeringsraad van Zürich (dat wil zeggen regeringsleider van Zürich.